# Elecciones generales de Kenia de 2007
El 27 de diciembre del 2007 se realizó una elección presidencial general en Kenia; en la misma fecha también se realizaron elecciones parlamentarias. El actual presidente Mwai Kibaki fue declarado ganador y juró en su cargo el 30 de diciembre, a pesar de que el líder opositor Raila Odinga sostiene que fue él quien ganó la elección. Existe un consenso amplio en la comunidad internacional que las elecciones fueron parcialmente manipuladas.
La elección estuvo muy marcada por el tribalismo, Kibaki es miembro del grupo étnico Kikuyu que tradicionalmente ha ejercido el poder, y que posee un fuerte respaldo entre la población de la zona de Kenia Central es decir Kikuyu y grupos vecinos como los Embu y Meru. Odinga, que pertenece al grupo étnico Luo, obtuvo un fuerte respaldo de una coalición que construyó con líderes regionales de Luhya en Kenia Oriental, Kalenjin del valle del Rift y líderes musulmanes de la Provincia de la Costa. El tercer candidato, Kalonzo Musyoka, era apoyado principalmente por los Kamba. Luego del anuncio de la victoria de Kibaki, el descontento civil se propagó y se focalizó en miembros del grupo étnico de Kibaki que viven fuera de sus áreas tradicionales.[cita requerida]
Aunque Kenneth Matiba de Saba Saba Asili hacia 10 años que no tenía actividad política igual participó de la elección. Entre los otros candidatos se contaban Joseph Ngacha Karani (Fondo Patriótico de Kenia), Nixon Jeremiah Kukubo (Partido Republicano de Kenia), Pius Muiru (Partido Popular de Kenia), David Waweru Ng’ethe (Chama Cha Umma) y Nazlin Omar (Partido del Congreso de los Trabajadores).